# Nikar
Nikar (ros. Никар) – wieś w Rosji, w Dagestanie, w rejonie tlaratińskim. W 2010 liczyła 237 mieszkańców, głównie Awarów.